# Jean-Louis Chappuis
Pour les articles homonymes, voir Chappuis.
Jean-Louis Chappuis, né le 24 janvier 1784 à Chexbres et mort le 18 septembre 1840 à Lausanne, est un juge et une personnalité politique suisse.

## Biographie
De confession protestante, originaire de Chexbres et de Saint-Saphorin, Jean-Louis Chappuis est le fils de Jean Samuel Chappuis. Il épouse Jeanne Marguerite C. Jean-Louis Chappuis est agriculteur ainsi que juge de paix, puis juge d'appel de 1816 à 1830, puis membre du tribunal du contentieux de l'administration en 1818, de 1823 à 1824, en 1828 et en 1830. Il est en outre lieutenant-colonel dans l'Armée suisse, chef du 3e arrondissement militaire de 1822 à 1826.

### Parcours politique
Jean-Louis Chappuis est élu député au Grand Conseil vaudois à sa seconde tentative, en 1814, après avoir échoué en 1808. Il y siège jusqu'en 1836. Il est Conseiller d'État de 1825 à 1830 ; il y dirige le Département militaire en 1826. Conservateur, il n'est pas réélu lors de la Révolution libérale de 1830. Il préside en outre la Chambre des recrues en 1828 et en 1830 et la Commission des forêts en 1831,.